# Suka Rahmat
Suka Rahmat is een bestuurslaag in het regentschap Aceh Tamiang van de provincie Atjeh, Indonesië. Suka Rahmat telt 1247 inwoners (volkstelling 2010).